# Transocean

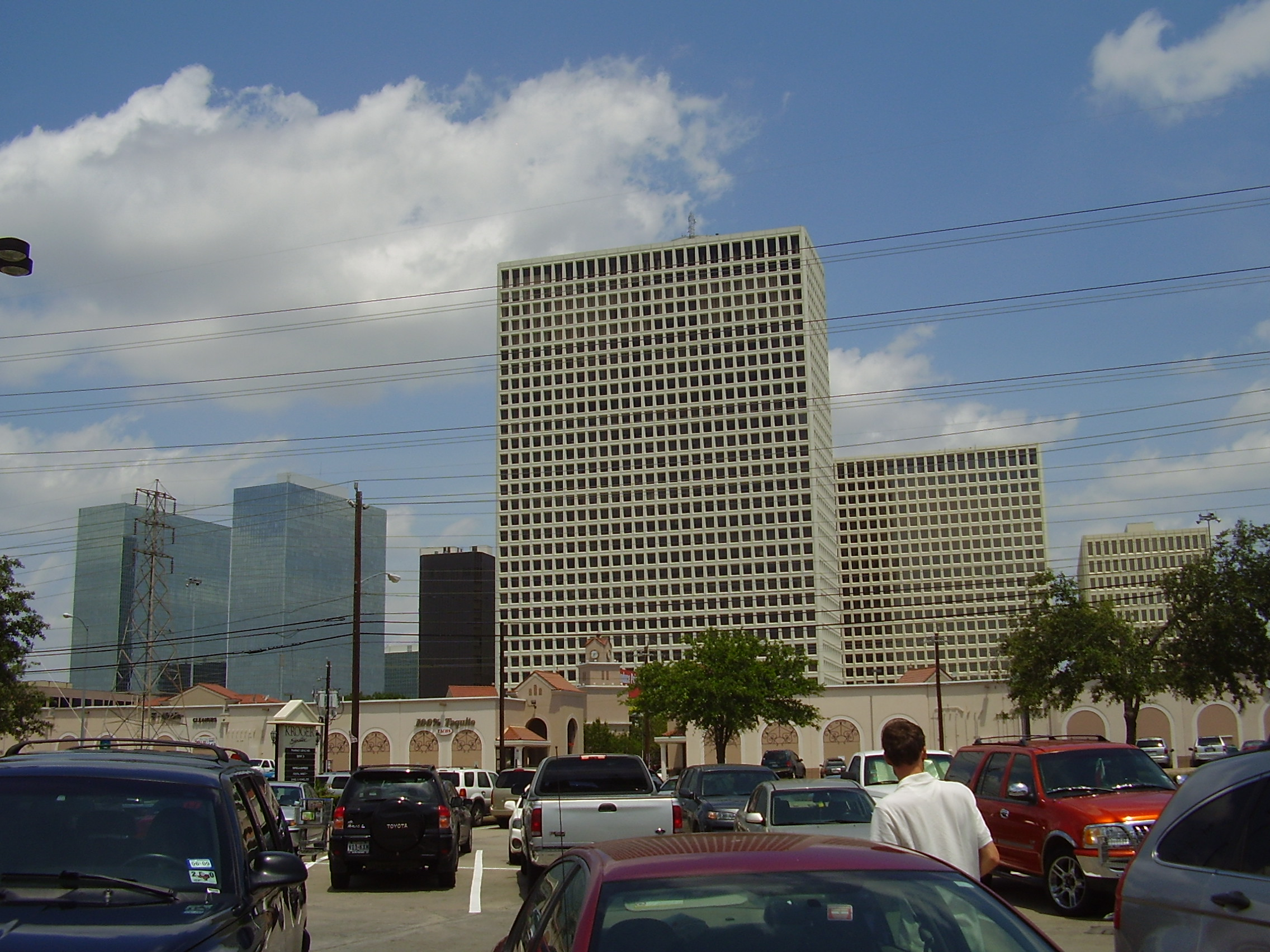
Greenway Plaza, văn phòng của Transocean tại Houston.

Transocean Ltd. (NYSE: RIG) là một trong những nhà thầu khoan ngoài khơi lớn trên thế giới. Công ty này cho các công ty dầu lửa và khí đốt thuê giàn khoan dầu (:en:oil platform|oil platform), trang thiết bị và nhân lực với chi phí bình quân một ngày khoảng US$142.000 (2006). Và chi phí tới US$650.000 cho các tàu khoan thăm dò nước sâu drillship, với tháp khoan derrick có thể khoan đến độ sâu 10.000 ft (3.000 m) tính từ đáy biển. Hiện tại, Transocean đang phải chịu trách nhiệm của vụ tràn dầu Deepwater Horizon do nguyên nhân nổ một giàn khoan dầu của công ty này ở vịnh Mexico.
Transocean có trên 25.000 nhân viên trên toàn thế giới, với 139 giàn khoan dầu và ba tổ hợp khoan với độ sâu cực lớn đang được xây dựng. Trụ sở của công ty ở Vernier, Thụy Sĩ, gần Geneva, và chi nhánh ở 20 nước, gồm các trụ sở chính ở Thụy Sĩ, Hoa Kỳ, Na Uy, Scotland, Brasil, Indonesia và Malaysia. Khẩu hiệu của công ty là, "We’re never out of our depth" với trang chủ "deepwater.com", nhấn mạnh vào năng lực khoan thăm dò với độ sâu lớn của họ.